# Netzwerk Steuergerechtigkeit
Das Netzwerk Steuergerechtigkeit Deutschland (NWSG) ist ein Netzwerk von Nichtregierungsorganisationen, das sich nach eigenen Aussagen für die Stärkung der öffentlichen Finanzen in Nord und Süd, von der kommunalen bis zur globalen Ebene durch gerechte, solidarische und ökologisch förderliche Steuer- und Finanzsysteme einsetzt.

## Organisation, Mitglieder und Arbeitsweise

### Träger
Das Netzwerk Steuergerechtigkeit wird vom  Verein zur Förderung der Steuergerechtigkeit e.V. getragen.

### Mitglieder und Unterstützer
Im NWSG arbeiten Gewerkschaften, kirchliche und entwicklungspolitische Organisationen, soziale Bewegungen, Umwelt- und Menschenrechtsverbände, wissenschaftliche Institutionen und weitere zivilgesellschaftliche Organisationen sowie aktive Einzelpersonen zusammen. Dem Netzwerk Steuergerechtigkeit gehören an:
- Arbeitsgruppe Alternative Wirtschaftspolitik (Memorandumgruppe)
- Attac Deutschland
- Kirchlicher Dienst in der Arbeitswelt (KDA-EKD)
- Forum Ökologisch-Soziale Marktwirtschaft (FÖS)
- Global Policy Forum (GPF)
- Gewerkschaft Erziehung und Wissenschaft (GEW)
- Misereor
- Oxfam Deutschland
- Transparency International Deutschland (TI)
- Vereinte Dienstleistungsgewerkschaft (Ver.di)
- WEED – Weltwirtschaft, Ökologie & Entwicklung

Das NWSG wird darüber hinaus vom Tax Justice Network (TJN) und Brot für die Welt unterstützt und kooperiert mit dem Deutschen Gewerkschaftsbund (DGB).
Das NWSG ist Teil einer weltweiten Bewegung, die unter dem Dach der Global Alliance for Tax Justice und in Europa von Tax Justice Europe zusammenarbeitet. Oberstes Entscheidungsgremium ist die Mitgliederversammlung. Sie wählt einen Koordinierungskreis, der die operative Arbeit steuert.

## Zielsetzung
Grundlage der Arbeit des NWSG  ist eine Charta, in der es heißt: „Es ist weder moralisch noch politisch zu akzeptieren, dass manche Unternehmen und reiche Einzelpersonen einerseits von den Früchten der Besteuerung profitieren (wie gute Infrastruktur, Bildung und Rechtsstaatlichkeit), und sich andererseits ihrer Verantwortung entziehen, zu deren Finanzierung beizutragen.“
Das NWSG hat zum Ziel die Ausgestaltung der Steuerpolitik zu beeinflussen.

## Aktivitäten
Das NWSG engagiert sich in der Bildungs- und Informationsarbeit, Forschung und Analyse, internationaler Informationsaustausch, Öffentlichkeitsarbeit, politische Mobilisierungs- und Lobbyarbeit sowie Koordination und Vernetzung seiner Mitglieder.
Das NWSG publiziert gemeinsam mit dem Tax Justice Network den Schattenfinanzindex.
Das NWSG wird regelmäßig von zahlreichen Medien wie der  Süddeutschen Zeitung, in Der Spiegel und im Handelsblatt zitiert. Experten des NWSG treten bei öffentlichen Anhörungen des Finanzausschusses und Fachgesprächen des Deutschen Bundestags auf.

## Publikationen

### Periodika
- Das NWSG veröffentlicht mehrmals im Jahr das Info Steuergerechtigkeit;[9] indem unterschiedliche Bereiche der steuerpolitischen Debatte aufgearbeitet.

### Bücher
- Karl-Martin Hentschel, Alfred Eibl: Steuer-Revolution – Ein Konzept zur Rückverteilung von Reichtum, zu mehr Gerechtigkeit und Klimaschutz, 2024
- Markus Meinzer: Steueroase Deutschland, 2015
- Bastian Brinkmann: Die Geprellte Gesellschaft – Warum wir uns mit der Steuerflucht der Reichen und Konzerne nicht abfinden dürfen, 2014
- Nicholas Shaxson: Schatzinseln: Wie Steueroasen die Demokratie untergraben, 2012
- Jarass, Obermair: Steuermaßnahmen zur nachhaltigen Staatsfinanzierung, 2012* Veröffentlichungen im Web:
- Nicola Liebert: Steuergerechtigkeit in der Globalisierung, 2011
- Silke Ötsch und Celia Di Pauli (Hrsg.), Räume der Offshore-Welt – Steueroasen und Offshore-Zentren in Europa 2009

### Online
- GATJ, Oxfam, TJN: Still Broken, Bericht über das gigantische Ausmass der Steuervermeidung, 2015[10]
- Karl-Martin Hentschel: Ein Dschungel namens IKEA, 2013[11]
- James S. Henry: Neue Erkenntnisse zum Preis des Offshore-Systems, Deutsche Übersetzung Juli 2012 (PDF; 587 kB)[12]
- Sol Picciotto, Towards Unitary Taxation of Transnational Corporations, 9. Dezember 2012[13]
- Richard Murphy, John Christensen: Tax us if you can – 2nd Edition, 2012 (PDF; 1,2 MB)[14]